# Quiverfull
Quiverfull er en konservativ evangelisk protestantisk kristen bevægelse hovedsagligt eksisterende i USA, men også med tilhængere i Canada, Australien, New Zealand, England og andre steder. Bevægelsen er kendetegnet ved at anse børn som en gave og velsignelse fra Gud som modtages med glæde, og en afståelse fra alle former for prævention, inklusive naturlig familie planlægning og sterilisation. Bevægelsen, der på dansk kan oversættes til Koggerfuld, er vokset stødt siden dens begyndelse i midten af 1980'erne og tæller i dag et sted mellem tusinder og små titusinde tilhængere på verdensplan.

## Navn
Navnet Quiverfull (Koggerfuld) er inspireret af tre vers fra kapitel 127 i Salmernes Bog fra Det Gamle Testamente, hvor mange børn metaforisk beskrives som et fuldt pilekogger.
v3 Sønner er en gave fra Herren,

moderlivets frugt er lønnen. 

v4 Som pile i krigerens hånd

er sønner, man får i sin ungdom. 

v5 Lykkelig den mand, der fylder sit kogger med dem; 

de bliver ikke til skamme, 

når de taler til deres fjender i porten.

## Historie
Quiverfull begyndte som en protest mod traditionelle protestantiske og anglikanske kirkesamfunds accept af præventionsmidler og som en modstrømning mod feminisme. Hvor understrømmen havde været der i årtier, blev der først sat ord på med Mary Prides bog The Way Home: Beyond Feminism, Back to Reality. fra 1985, der kan tages som startskuddet til Quiverfull-bevægelsen. Bogen beskriver Prides egen personlige rejse fra traditionelle feministisk synspunkter til hendes konvertering ind i en konservativ evangelisk kirke i 1977 og hvordan hun der fandt mening i et liv som kvinde og moder af børn og arbejde i hjemmet under mandens autoritet. Pride skrev at Biblen generelt krævede sådan en livsstil af alle gifte kristne kvinder, men at mange kristen kvinder var blevet snydt af feminisme til at acceptere prævention.

## Tro
I Kernen af Quiverfulls tro ligger et ønske om at være lydig over for Guds bud i Biblen. Iblandt disse bud er »Bliv frugtbare og talrige, og opfyld vandet i havene! Og fuglene skal blive talrige på jorden!« (Første Mosebog 1:22), »Men I skal blive frugtbare og talrige, I skal vrimle på jorden og blive talrige på den.« (Første Mosebog 9:7), »Sønner er en gave fra Herren«("Salmernes Bog 127:3) samt forskellige afsnit der beskriver Gud åbne og lukke livmoderen ("Første Mosebog" 20:18, 29:31, 30:22, "Første Samuelsbog" 1:5-6, "Esajas' Bog" 66:9). Quiverfull-tilhængere understreger, at deres tro først og fremmest er en åben og imødegående tilgang til børn og muligheden for at sætte dem i verdenen. Prævention er forkastet som uforlignelig med denne holdning og derfor helst undgås.

## Fodnoter
1. ↑  Joe Woodward (31. marts 2001). "The godliness of fertility: A growing Protestant movement is rediscovering the sanctification available in large families". Calgary Herald: OS.10.
2. 1 2  Hess, Rick and Jan (1990). A Full Quiver: Family Planning and the Lordship of Christ. Brentwood, TN: Hyatt Publishers. ISBN 0-943497-83-3.
3. 1 2  "Salmernes Bog 127:3-5".
4. ↑  Pride, Mary (1985). The Way Home: Beyond Feminism, Back to Reality. Wheaton, IL: Good News Publishers. ISBN 0-89107-345-0.
5. ↑  Ellison, Christopher G., and Patricia Goodson (1997). "Conservative Protestantism and Attitudes toward Family Planning in a Sample of Seminarians". Journal for the Scientific Study of Religion. 36 (4): 512-529.{{cite journal}}:  CS1-vedligeholdelse: Flere navne: authors list (link)
6. ↑  "Første Mosebog 1:22".
7. ↑  "Første Mosebog 9:7".
8. ↑  "Første Mosebog 20:18".
9. ↑  "Første Mosebog 29:31".
10. ↑  "Første Mosebog 30:22".
11. ↑  "Esajas' Bog" 66:9